# علياء (الدوادمي)
علياء، هي قرية من فئة (ب) تقع في محافظة الدوادمي، والتابعة لمنطقة الرياض في السعودية. وتبعد علياء عن محافظة الدوادمي بمسافة تقارب () كم.